# Lillian Board
Lillian Barbara Board, angleška atletinja, * 13. december 1948, Durban, Južna Afrika, † 26. december 1970, München, Zahodna Nemčija.
Nastopila je na poletnih olimpijskih igrah leta 1968, kjer je osvojila srebrno medaljo v teku na 400 m in sedmo mesto v štafeti 4x100 m, v teku na 200 m se je uvrstila v polfinale. Na evropskem prvenstvu leta 1969 je osvojila naslova prvakinje v teku na 800 m in štafeti 4x400 m. Leta 1969 je z britansko reprezentanco dvakrat postavila svetovni rekord v štafeti 4 x 400 m. Leta 1970 so ji odkrili raka debelega črevesa in danke, za katerim je umrla istega leta stara 22 let.